# 조르카에프 레아스코
조르카에프 네이세르 레아스코 곤살레스(스페인어: Djorkaeff Néicer Reasco González, 1999년 1월 18일 ~ )는 에콰도르의 축구 선수로 현재 아르헨티나 프리메라 디비시온의 뉴얼스 올드 보이스에서 공격수로 활약하고 있다.